# عادل تيودور الخوري
عادل تيودور الخوري هو عالم عقيدة ومترجم ألماني ولبناني، ولد في 26 مارس 1930 في تبنين في لبنان.